# سالتارا
سالتارا (به ایتالیایی: Saltara) یک منطقهٔ مسکونی در ایتالیا است که در استان پزارو و اوربینو واقع شده‌است.

## خصوصیات
سالتارا ۹٫۹۷ کیلومترمربع مساحت و ۶٬۷۱۵ نفر جمعیت دارد و ۱۶۰ متر بالاتر از سطح دریا واقع شده‌است.

## خواهرخوانده
شهرهای Bietigheim, Police nad Metují، بیتیگهایم-بیسینگن و Caumont-sur-Durance خواهرخوانده‌های سالتارا هستند.